# Spielleitplanung

Streifzüge mit Kindern im Rahmen der Spielleitplanung Berlin-Pankow (Weißensee)

Die Spielleitplanung ist ein 1999 durch das Land Rheinland-Pfalz entwickeltes, kommunales Planungsinstrument.
Es handelt sich um eine nachhaltige und umweltgerechte Entwicklungsplanung für Städte und Gemeinden, die einen besonderen Fokus auf die Bedürfnisse von Kindern und Jugendlichen legt. Sie soll zur Erhaltung und Verbesserung des Lebens- und Wohnumfeldes von jungen Menschen beitragen.
Im Ergebnis entsteht durch die Spielleitplanung ein Planwerk, das die zukünftige gemeindliche Entwicklung hin zu einer kinder- und jugendfreundlichen Kommune leiten kann. Es werden konkrete Projekte und Maßnahmen entwickelt und die Zusammenarbeit der Akteure in Politik, Verwaltung und Bürgerschaft gestärkt. Das Instrument der Spielleitplanung wurde in mehreren Kommunen in Rheinland-Pfalz entwickelt und erprobt und findet seitdem zunehmend bundesweite Anwendung.

## Begründung für eine Spielleitplanung
Mit zunehmender Bebauungsdichte gibt es immer weniger Freiraum für Kinder und Jugendliche, um sich ihre Umgebung spielerisch anzueignen. Die Freizeitaktivitäten reduzieren sich mittlerweile häufig auf ihr häusliches Umfeld oder auf eingeschränkte und vorstrukturierte Räume. Spielen im Freien oder das Aneignen von Natur ist besonders in Städten für Kinder und Jugendliche in den seltensten Fällen noch möglich.
Darüber hinaus wird seit Jahren berichtet und warnend darauf hingewiesen, dass Kinder und Jugendliche zunehmend Schwierigkeiten bei der körperlichen Koordination und Beweglichkeit haben, sowie erhebliche Schwächen bei der geistigen Konzentration aufweisen.
Die Spielleitplanung wird als ein geeignetes Instrument angesehen, um dieser Tendenz entgegenzuwirken und planvoll eine kinder- und jugendgerechtere Stadtgestaltung zu ermöglichen.

## Besonderheiten der Spielleitplanung
Zwei Elemente unterscheidet die Spielleitplanung maßgeblich von vergleichbaren Instrumenten für kinder- und jugendfreundliche Planung:
Verbindlichkeit für Planung und Umsetzung sicherstellen: Ziel der Spielleitplanung ist die konsequente Zusammenarbeit von politischen Entscheidungsträgern, Planern sowie den Akteuren der Kinder- und Jugendarbeit, um qualifiziert und strukturiert zur Entstehung von geeigneten Spielräumen beizutragen.
Zentral ist hier die Verbindlichkeit der Spielleitplanung sicherzustellen, in dem das Verfahren selbst wie auch der entwickelte Spielleitplan von den lokalen Entscheidungsträgern beschlossen wird. Die kommunale Vertretung bindet sich und ihre Verwaltung damit an das Ziel einer kinder- und jugendfreundlichen Stadtentwicklung und den konkreten Weg dorthin.
Kinder und Jugendliche als Experten ihrer eigenen Lebenswelt begreifen: Hauptziel der Spielleitplanung ist, dass die Bedürfnisse und Interessen von Kindern und Jugendlichen in der räumlichen Planung berücksichtigt werden.
Was ihre Bedürfnisse und Interessen tatsächlich sind, können jedoch nicht Politiker und Planer, sondern die Kinder und Jugendlichen selbst am besten beurteilen.
Daher stellt die konsequente Beteiligung von Jungen und Mädchen bei allen wichtigen Planungs-, Umsetzungs- und Entscheidungsschritten einen weiteren wesentlichen Kernbestandteil dar. Die Kinder und Jugendlichen bewerten die Situation ihres Wohnumfeldes selbst und entwickeln eigene Empfehlungen, die in die kommunale Planung einfließen. Dies ist ein fester Bestandteil des Spielleitplanungs-Verfahrens.
Dadurch erhalten Kinder nicht nur die nötige Wertschätzung als Experten für ihre eigene Situation, sondern ihnen wird auch ein Recht auf Mitbestimmung und Mitgestaltung ihrer Umwelt eingeräumt.

## Aufstellung eines Spielleitplans
Am Beginn des Verfahrens stehen die Aufstellung grundsätzlicher Qualitätsziele für die kinder- und jugendfreundliche Entwicklung der Gemeinde und die methodischen und planerische Vorüberlegungen für das Verfahren und das Gebiet.
Diese Vorarbeiten bilden die Grundlage für die nachfolgende Bestandsaufnahme, welche auf drei wesentlichen Säulen und damit unterschiedlichen Blickwinkeln basiert – die Erhebung durch die planerische Fachkraft, Erhebung durch Interviews mit Akteuren vor Ort sowie eine ausführliche Bestandsaufnahme durch Kinder und Jugendliche selbst.
Im nächsten Zug werden die Ergebnisse der Bestandserhebungen hinsichtlich der örtlichen Qualitätsziele sowie hinsichtlich der einzelnen Spiel-, Erlebnis- und Aufenthaltsbereiche bewertet und im Rahmen einer gesamträumlichen Bewertung zusammengefasst.
Auf der Grundlage dieser Erkenntnisse kann der Spielleitplan entworfen werden, welcher dann durch den Beschluss der lokalen Entscheidungsträger Verbindlichkeit für die Behörden schafft, auch für künftige Planungen im Geltungsbereich des Plans. Der Spielleitplan ist dann auch relevant für Vorhaben, die z. B. die Verkehrs- oder die Grünflächenplanung betreffen.